# Żywiciel pośredni
Żywiciel pośredni – organizm, w którym lub na którym żerują postacie larwalne pasożyta (czasami niepasożytujące), aby po przedostaniu się do organizmu żywiciela ostatecznego osiągnąć dojrzałość płciową. Jeśli w cyklu życiowym pasożyta występuje więcej niż 2 żywicieli (np. u niektórych przywr), wyróżnia się żywiciela pośredniego: pierwszego, drugiego, trzeciego itd.
Człowiek jest żywicielem pośrednim np. dla zarodźca pasmowego (Plasmodium malariae), wywołującego malarię.